# Пианино (фильм)
«Пиани́но» (англ. The Piano) — мелодраматический кинофильм 1993 года режиссёра и сценариста Джейн Кэмпион. Лауреат «Золотой пальмовой ветви» за лучший фильм и приза за лучшую женскую роль (Холли Хантер) Каннского кинофестиваля, а также трёх премий «Оскар»: за лучшую женскую роль (Холли Хантер), лучшую женскую роль второго плана (Анна Пэкуин) и лучший оригинальный сценарий.

## Сюжет
Середина XIX века. Ада Макграт с дочерью Флорой приезжает в Новую Зеландию из Шотландии, чтобы вступить в брак «по договорённости» с Алистером Стюартом. Ада не говорит, она изъясняется знаками и игрой на пианино. Пианино для неё больше, чем инструмент — это способ чувствовать, выражать эмоции. При высадке пианино благополучно оставляют на берегу, так как носильщиков для его переноски не хватает. Ада просит унести только пианино, а её вещи оставить, но её муж Алистер Стюарт не понимает этого. Он пытается сколотить себе состояние, выменяв как можно больше земли на бусы и ружья, и не понимает горя новоиспечённой жены из-за оставленного пианино. Ада не представляет свою жизнь без музыки, она просит проводника Джорджа Бейнса отвести её на берег. Там происходит одна из красивейших сцен фильма — на берегу моря, на косе, стоит пианино, и Ада играет. Флора делает колесо по волнам, а Бейнс просто ходит по пустынному пляжу и слушает.
Когда Стюарт получает возможность выменять бесполезную вещь на акры земли, он охотно идёт на сделку. Выкупает пианино Джордж Бейнс с условием, что ему будут давать уроки игры. Его поразила игра Ады, он влюблён… в музыку? Аде пришлось согласиться на уроки. Ей обидно, но она не может без пианино. Бейнс это чувствует и ставит условие — если она будет давать ему уроки, Ада сможет получить своё пианино обратно. Они договариваются: один урок — одна клавиша становится собственностью Ады; и так, постепенно, по одной клавише пианино вернётся к женщине. Ада словно «выкупает» пианино по частям. Но Бейнс не заинтересован в обучении, он влюблён в Аду, ему мало просто слушать, и с каждым разом требует от неё всё большего: сначала сыграть, приподняв юбку, в следующую встречу — сыграть и лечь с ним в кровать полежать, затем лечь с ним уже без одежды… Больше требований — выше цена: каждый раз они торгуются, сколько «клавиш» Ада сможет выкупить за эту встречу. Бейнса начинает мучить совесть. Он объясняет Аде, что после того, что они сделали «за клавиши», она стала шлюхой, а он — негодяем. Бейнс возвращает женщине пианино, хотя оно ещё не «выкуплено» окончательно. Далее при встрече он просит Аду больше не приходить к нему, если она не испытывает никаких ответных чувств. Ада в глубоком возмущении осыпает Бейнса пощёчинами, после чего начинает страстно с ним целоваться. В этот момент оба героя понимают, что чувства между ними действительно есть, и очень сильные. Это не просто любовь — это одержимость. Ада и Бейнс становятся любовниками.
Дочь Ады Флора чувствует неладное, ребёнку не нравится то, что происходит. Ада заставляет Флору гулять на улице, пока она уединяется с Бейнсом. Когда Бейнс и Ада занимались сексом, дочь подсматривала за ними через щель между досками дома. Флора делает так, что обо всём узнаёт муж (при этом обращает внимание трансформация отношения дочери — в начале фильма она говорит Аде, что не будет называть чужого ей мужчину — Стюарта — папой, и вообще никого не будет так называть, но после возникновения у Ады чувств к Бейнсу, Флора резко встаёт на сторону отца и называет его «папа»). Поначалу тот реагирует на новость достаточно спокойно, хоть и переживает. Он пытается вернуть её любовь, но Ада не позволяет законному мужу даже прикоснуться к себе. Стюарт запрещает Аде встречаться с Бейнсом и даже заколачивает окна дома, чтобы она никак не смогла выйти, запирает дверь снаружи на огромную балку. Но через несколько дней он убрал доски, предложив Аде развивать доверие. От пришедших как-то раз в дом женщин Ада узнаёт, что Бейнс собирает вещи и через пару дней уплывёт. Ада очень переживает, но действительно не идёт к возлюбленному, как и обещала Стюарту. Однако она вытаскивает из пианино одну из клавиш, лишая инструмент «голоса», вырезает на её торце надпись «Моё сердце принадлежит тебе. Ада.» и просит дочь отнести эту клавишу Бейнсу, ведь на Флору не распространяется запрет на его посещение. Дочь долго сопротивляется, но мать настаивает на своём. Однако вместо того, чтобы пойти к Бейнсу, дочь идёт к Стюарту, который занят ограждением выкупленных земель, и отдаёт клавишу ему. Стюарт впадает в ярость и состояние аффекта берёт топор и со всех ног бежит домой. В гневе он прорубает крышку пианино, а потом отрубает Аде палец. Однако позже, когда она приходит в себя, Стюарт понимает, что его брак «по договорённости» ничего не может сделать с настоящими чувствами. Он принимает волевое решение отпустить Аду и дочь с Бейнсом на «большую землю».
Бейнс и Ада с дочерью отплывают на лодке. Пианино раскачивает лодку, и Ада сама решает избавиться от него. Бейнс же уже не понимает, как она может расстаться с инструментом, который столь для неё дорог и с которым столько связано. Но Ада твёрдо стоит на своём: пианино падает за борт, увлекая за собой Аду, которая поставила ногу в кольцо каната, которым был закреплён инструмент. Ада словно сомневается, поддаться ей воле судьбы и пойти на дно, или всё же ещё пожить. Некоторое время она не предпринимает попыток освободиться. Но, в итоге, на последнем издыхании она освобождается от канатов, всплывает, её вытаскивают гребцы, и все благополучно добираются до города. Ада даёт там уроки игры на фортепиано (Бейнс сделал ей металлический протез пальца) и постепенно начинает говорить.

## В ролях
| Актёр         | Роль           |
| ------------- | -------------- |
| Холли Хантер  | Ада Макграт    |
| Харви Кейтель | Джордж Бейнс   |
| Сэм Нилл      | Алистер Стюарт |
| Анна Пэкуин   | Флора Макграт  |
| Кэрри Уокер   | тётя Мораг     |
| Клифф Кёртис  | Мана           |
| Роуз Макайвер | Ангел          |

## Саундтрек
Музыка к фильму была написана Майклом Найманом. Трек-лист включает в себя следующие композиции:
1. «To the Edge of the Earth» — 4:06
2. «Big My Secret» — 2:51
3. «A Wild and Distant Shore» — 5:50
4. «The Heart Asks Pleasure First» — 1:33
5. «Here to There» — 1:02
6. «The Promise» — 4:14
7. «A Bed of Ferns» — 0:46
8. «The Fling» — 1:28
9. «The Scent of Love» — 4:16
10. «Deep Into the Forest» — 2:58
11. «The Mood That Passes Through You» — 1:13
12. «Lost and Found» — 2:24
13. «The Embrace» — 2:36
14. «Little Impulse» — 2:11
15. «The Sacrifice» — 2:46
16. «I Clipped Your Wing» — 4:34
17. «The Wounded» — 2:26
18. «All Imperfect Things» — 4:03
19. «Dreams of a Journey» — 5:30
20. «The Heart Asks Pleasure First/The Promise» (Edit) — 3:11

Саундтрек к фильму Пианино входит в 100 лучших саундтреков всех времён.

## Награды и номинации
Список наград и номинаций приведён в соответствии с данными IMDb.

### Награды
| Список наград | Список наград                                                            | Список наград                                         | Список наград                                                             |
| Год           | Событие                                                                  | Номинация                                             | Награждённый                                                              |
| ------------- | ------------------------------------------------------------------------ | ----------------------------------------------------- | ------------------------------------------------------------------------- |
| 1993          | Премия Австралийского института кинематографии                           | Лучший фильм                                          | Ян Чепмен                                                                 |
| 1993          | Премия Австралийского института кинематографии                           | Лучшая режиссура                                      | Джейн Кэмпион                                                             |
| 1993          | Премия Австралийского института кинематографии                           | Лучшая мужская роль                                   | Харви Кейтель                                                             |
| 1993          | Премия Австралийского института кинематографии                           | Лучшая женская роль                                   | Холли Хантер                                                              |
| 1993          | Премия Австралийского института кинематографии                           | Лучший оригинальный сценарий                          | Джейн Кэмпион                                                             |
| 1993          | Премия Австралийского института кинематографии                           | Лучшая операторская работа                            | Стюарт Драйбург                                                           |
| 1993          | Премия Австралийского института кинематографии                           | Лучшая музыка                                         | Майкл Найман                                                              |
| 1993          | Премия Австралийского института кинематографии                           | Лучший звук                                           | Ли Смит, Тони Джонсон, Гетин Криг, Питер Тауненд, Аннабель Шихэн          |
| 1993          | Премия Австралийского института кинематографии                           | Лучший монтаж                                         | Вероника Дженет                                                           |
| 1993          | Премия Австралийского института кинематографии                           | Лучшая работа художника-постановщика                  | Эндрю МакАлпин                                                            |
| 1993          | Премия Австралийского института кинематографии                           | Лучший дизайн костюмов                                | Джанет Паттерсон                                                          |
| 1993          | Каннский кинофестиваль                                                   | Золотая пальмовая ветвь                               | Джейн Кэмпион (совместно с фильмом «Прощай, моя наложница»)               |
| 1993          | Каннский кинофестиваль                                                   | Лучшая женская роль                                   | Холли Хантер                                                              |
| 1993          | Премия общества кинокритиков Бостона                                     | Лучшая женская роль                                   | Холли Хантер                                                              |
| 1993          | Приз фестиваля кинооператорского искусства Camerimage                    | Золотая жаба                                          | Стюарт Драйбург                                                           |
| 1993          | Премия Ассоциации кинокритиков Лос-Анджелеса                             | Лучшая режиссура                                      | Джейн Кэмпион                                                             |
| 1993          | Премия Ассоциации кинокритиков Лос-Анджелеса                             | Лучший сценарий                                       | Джейн Кэмпион                                                             |
| 1993          | Премия Ассоциации кинокритиков Лос-Анджелеса                             | Лучшая женская роль                                   | Холли Хантер                                                              |
| 1993          | Премия Ассоциации кинокритиков Лос-Анджелеса                             | Лучшая операторская работа                            | Стюарт Драйбург (совместно с Янушем Камински и фильмом «Список Шиндлера») |
| 1993          | Премия Ассоциации кинокритиков Лос-Анджелеса                             | Лучшая женская роль второго плана                     | Анна Пэкуин (совместно с Рози Перес и фильмом «Бесстрашный»)              |
| 1993          | Премия Национального совета кинокритиков США                             | Лучшая женская роль                                   | Холли Хантер                                                              |
| 1993          | Премия Кружка кинокритиков Нью-Йорка                                     | Лучшая режиссура                                      | Джейн Кэмпион                                                             |
| 1993          | Премия Кружка кинокритиков Нью-Йорка                                     | Лучший сценарий                                       | Джейн Кэмпион                                                             |
| 1993          | Премия Кружка кинокритиков Нью-Йорка                                     | Лучшая женская роль                                   | Холли Хантер                                                              |
| 1993          | Приз международного кинофестиваля в Ванкувере                            | Самый популярный фильм                                | Джейн Кэмпион                                                             |
| 1994          | Кинопремия «Оскар»                                                       | Лучшая женская роль                                   | Холли Хантер                                                              |
| 1994          | Кинопремия «Оскар»                                                       | Лучшая женская роль второго плана                     | Анна Пэкуин                                                               |
| 1994          | Кинопремия «Оскар»                                                       | Лучший оригинальный сценарий                          | Джейн Кэмпион                                                             |
| 1994          | Премия Ассоциации кинокритиков Аргентины                                 | Лучший иностранный фильм                              | Джейн Кэмпион                                                             |
| 1994          | Кинопремия BAFTA                                                         | Лучшая женская роль                                   | Холли Хантер                                                              |
| 1994          | Кинопремия BAFTA                                                         | Лучшая работа художника-постановщика                  | Эндрю МакАлпин                                                            |
| 1994          | Кинопремия BAFTA                                                         | Лучший дизайн костюмов                                | Джанет Паттерсон                                                          |
| 1994          | Кинопремия «Бодил»                                                       | Лучший не-американский фильм                          | Джейн Кэмпион                                                             |
| 1994          | Премия Ассоциации кинокритиков Чикаго                                    | Лучший фильм на иностранном языке                     |                                                                           |
| 1994          | Премия Ассоциации кинокритиков Чикаго                                    | Лучшая женская роль                                   | Холли Хантер                                                              |
| 1994          | Премия Ассоциации кинокритиков Чикаго                                    | Лучшая музыка                                         | Майкл Найман                                                              |
| 1994          | Кинопремия «Сезар»                                                       | Лучший иностранный фильм                              | Джейн Кэмпион                                                             |
| 1994          | Премия Ассоциации кинокритиков Даллас—Форт-Уэрта                         | Лучшая женская роль                                   | Холли Хантер                                                              |
| 1994          | Премия Кружка кинокритиков Австралии                                     | Лучшая режиссура                                      | Джейн Кэмпион                                                             |
| 1994          | Премия Кружка кинокритиков Австралии                                     | Лучший сценарий                                       | Джейн Кэмпион                                                             |
| 1994          | Премия Кружка кинокритиков Австралии                                     | Лучшая музыка                                         | Майкл Найман                                                              |
| 1994          | Премия Кружка кинокритиков Австралии                                     | Лучшая женская роль второго плана                     | Анна Пэкуин                                                               |
| 1994          | Кинопремия «Золотой глобус»                                              | Лучшая женская роль — драма                           | Холли Хантер                                                              |
| 1994          | Кинопремия «Guldbagge»                                                   | Лучший иностранный фильм                              |                                                                           |
| 1994          | Кинопремия «Независимый дух»                                             | Лучший иностранный фильм                              | Джейн Кэмпион                                                             |
| 1994          | Премия Лондонского кружка кинокритиков                                   | Фильм года                                            |                                                                           |
| 1994          | Премия Лондонского кружка кинокритиков                                   | Лучшая женская роль                                   | Холли Хантер                                                              |
| 1994          | Премия Гильдии звукорежиссёров художественного кино «Golden Reel Awards» | Лучший монтаж звука: иностранный художественный фильм |                                                                           |
| 1994          | Премия Национального общества кинокритиков США                           | Лучшая женская роль                                   | Холли Хантер                                                              |
| 1994          | Премия Национального общества кинокритиков США                           | Лучший сценарий                                       | Джейн Кэмпион                                                             |
| 1994          | Премия Юго-западной ассоциации кинокритиков                              | Лучший фильм                                          |                                                                           |
| 1994          | Премия Юго-западной ассоциации кинокритиков                              | Лучшая режиссура                                      | Джейн Кэмпион                                                             |
| 1994          | Премия Юго-западной ассоциации кинокритиков                              | Лучшая женская роль                                   | Холли Хантер                                                              |
| 1994          | Премия Гильдии сценаристов США                                           | Лучший оригинальный сценарий                          | Джейн Кэмпион                                                             |

### Номинации
| Список номинаций | Список номинаций                                  | Список номинаций                        | Список номинаций                  |
| Год              | Событие                                           | Номинация                               | Номинант                          |
| ---------------- | ------------------------------------------------- | --------------------------------------- | --------------------------------- |
| 1993             | Премия Австралийского института кинематографии    | Лучшая мужская роль второго плана       | Сэм Нилл                          |
| 1993             | Премия Австралийского института кинематографии    | Лучшая женская роль второго плана       | Керри Уокер                       |
| 1993             | Премия Британского общества кинематографистов     | Лучшая операторская работа              | Стюарт Драйбург                   |
| 1994             | Кинопремия «Оскар»                                | Лучший фильм                            | Ян Чепмен                         |
| 1994             | Кинопремия «Оскар»                                | Лучшая режиссура                        | Джейн Кэмпион                     |
| 1994             | Кинопремия «Оскар»                                | Лучшая операторская работа              | Стюарт Драйбург                   |
| 1994             | Кинопремия «Оскар»                                | Лучший монтаж                           | Вероника Дженет                   |
| 1994             | Кинопремия «Оскар»                                | Лучший дизайн костюмов                  | Джанет Паттерсон                  |
| 1994             | Премия Ассоциации американских монтажёров «Eddie» | Лучший монтаж в художественном фильме   | Вероника Дженет                   |
| 1994             | Премия Американского общества кинематографистов   | Лучшая операторская работа              | Стюарт Драйбург                   |
| 1994             | Кинопремия BAFTA                                  | Лучший фильм                            | Ян Чепмен, Джейн Кэмпион          |
| 1994             | Кинопремия BAFTA                                  | Лучший оригинальный сценарий            | Джейн Кэмпион                     |
| 1994             | Кинопремия BAFTA                                  | Лучшая операторская работа              | Стюарт Драйбург                   |
| 1994             | Кинопремия BAFTA                                  | Лучший монтаж                           | Вероника Дженет                   |
| 1994             | Кинопремия BAFTA                                  | Лучший звук                             | Ли Смит, Тони Джонсон, Гетин Криг |
| 1994             | Премия Гильдии режиссёров США                     | Лучшая режиссура — Художественный фильм | Джейн Кэмпион                     |
| 1994             | Премия Американского общества кинематографистов   | Лучшая операторская работа              | Стюарт Драйбург                   |
| 1994             | Кинопремия «Золотой глобус»                       | Лучший фильм — драма                    | Ян Чепмен, Джейн Кэмпион          |
| 1994             | Кинопремия «Золотой глобус»                       | Лучшая режиссура                        | Джейн Кэмпион                     |
| 1994             | Кинопремия «Золотой глобус»                       | Лучший сценарий                         | Джейн Кэмпион                     |
| 1994             | Кинопремия «Золотой глобус»                       | Лучшая женская роль второго плана       | Анна Пэкуин                       |
| 1994             | Кинопремия «Золотой глобус»                       | Лучшая музыка к фильму                  | Майкл Найман                      |